# Astragalus dsharfi
Astragalus dsharfi es una especie de planta del género Astragalus, de la familia de las leguminosas, orden Fabales.

## Distribución
Astragalus dsharfi se distribuye por Tayikistán.

## Taxonomía
Fue descrita científicamente por B. A. Fedtschenko. Fue publicado en Fl. Tadzhikistana 5: 675 (1937).